# Salmo 128
Il salmo 128 (127 secondo la numerazione greca) costituisce il centoventottesimo capitolo del Libro dei salmi.
Fa parte di cantici delle ascensioni.